# 郑其贵
郑其贵（1913年—1990年1月26日），中国人民解放军开国大校。
1913年出生于安徽省金寨县。1929年参加赤卫队，先后在中国工农红军第四方面军、八路军第一二九师、晋冀鲁豫野战军第八纵队任职。参加过长征。
1949年任中国人民解放军第60军第一八〇师师长。1951年率领第一八〇师入朝参战。第五次战役第三阶段第一八〇师陷于敌后被歼，郑其贵放弃指挥孤身突围。中国人民志愿军总部撤销郑其贵的职务。经过审查后任命郑其贵为第三兵团军务处副处长，1952年评级时被降两级评为准师级。1953年回国，任吉林省军区副参谋长、白城军分区副司令员职务。1955年授予上校军衔。1959年升任白城军分区司令员。1963年晋升为大校军衔，1970年离职休养。1982年按副军职待遇，住安徽省军区合肥第一干休所。1988年被授予二级红星功勋荣誉章。
1990年1月26日在合肥逝世，2月9日安徽日报发了消息，2月13日遗体火化，安葬于合肥市烈士陵园。